# Cerkiew Świętych Apostołów Piotra i Pawła w Rajsku
Cerkiew pod wezwaniem Świętych Apostołów Piotra i Pawła – prawosławna cerkiew parafialna w Rajsku. Należy do dekanatu Bielsk Podlaski diecezji warszawsko-bielskiej Polskiego Autokefalicznego Kościoła Prawosławnego.

## Historia

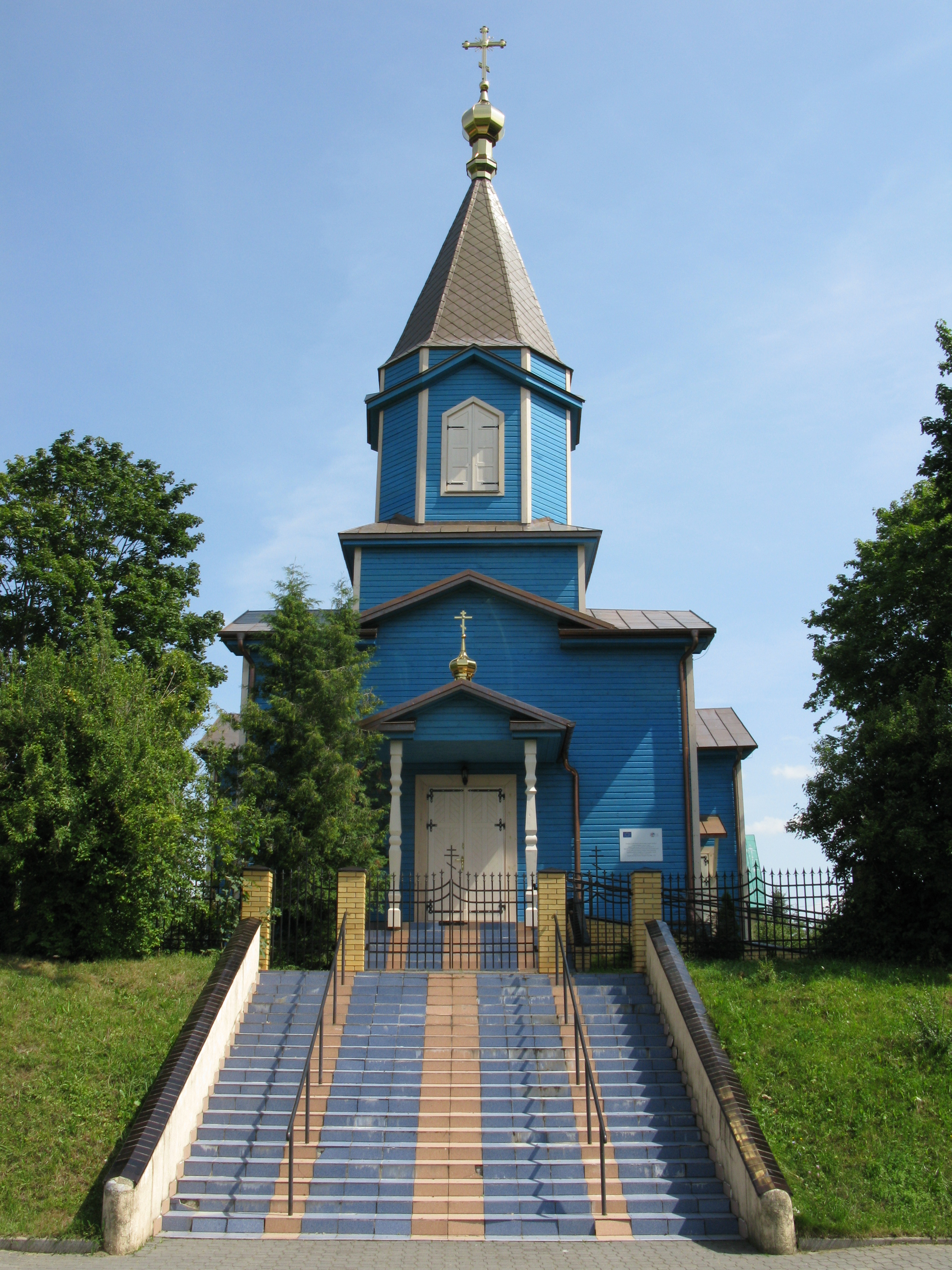
Cerkiew od frontu

Cerkiew została zbudowana w 1912 w Poturzynie koło Tomaszowa Lubelskiego. Po wysiedleniu ze wsi ludności prawosławnej w ramach Akcji „Wisła” (1947) świątynia została zamknięta. Przez kilkanaście lat budynek służył jako magazyn nawozów. W 1962 cerkiew przewieziono do Rajska. Po zrekonstruowaniu, wyremontowaniu i wyposażeniu, świątynia została konsekrowana 18 lipca 1971. Ponowna konsekracja miała miejsce 13 czerwca 2020 r.; dokonali jej metropolita warszawski i całej Polski Sawa oraz arcybiskup bielski Grzegorz.
Cerkiew wpisano do rejestru zabytków 11 listopada 2000 pod nr A-14.

## Architektura
Budowla drewniana, o konstrukcji zrębowej, wzniesiona na planie krzyża greckiego. Od frontu kruchta poprzedzona zadaszonym gankiem. Nawa z częścią centralną zbudowaną na planie kwadratu i transeptem zamkniętym prostokątnie z obydwu stron. Prezbiterium mniejsze od nawy, zamknięte trójbocznie, z dwiema bocznymi zakrystiami. Nad kruchtą ośmioboczna wieża zwieńczona ostrosłupowym hełmem. Dachy cerkwi blaszane. Nad środkową częścią nawy ośmioboczna wieża z kopulastym dachem zwieńczonym baniastym hełmem; nad krańcami transeptu dachy dwuspadowe. Nad prezbiterium wieżyczka zwieńczona baniastym hełmem.